# Svetlana Tširkova
Svetlana Tširkova   (Raion de Tsivilski i Txuvàixia, 5 de novembre de 1945), de casada Tširkova-Lozovaja, és una tiradora d'esgrima estoniana, especialista en floret, que va competir sota bandera de la Unió Soviètica durant les dècades de 1960 i 1970.
El 1968 va prendre part en els Jocs Olímpics d'Estiu de Ciutat de Mèxic, on guanyà la medalla d'or en la competició del floret per equips del programa d'esgrima. Quatre anys més tard, als Jocs de Munic, revalidà la medalla d'or en l'mateixa competició.
En el seu palmarès també destaquen quatre medalles al Campionat del món d'esgrima, dues d'or, una de plata i una de bronze, entre les edicions de 1969 i 1971, així com una medalla d'or a les Universíades de 1970. Guanyà el campionat soviètic de floret de 1968, 1969 i 1970 i la Copa de l'URSS de 1972 i 1973.
El 1969 fou escollida millor atleta femenina d'Estònia. Forma part del Comitè Olímpic d'Estònia.